# Campeonato Nacional de Voleibol Feminino
O Campeonato Nacional de Voleibol feminino teve a sua primeira edição na época 1959\60. A primeira equipa campeã foi o Sporting de Espinho, que haveria de ser o primeiro clube dominador da competição. O domínio foi então alcançado pela equipa do Benfica, cuja equipa ficou conhecida pelo nome de "Marias". 
Em meados da década de 1970, o Leixões passou a dominar a modalidade, tendo conquistado 11 títulos consecutivos. Na década de 1990, surgiriam novas equipas campeãs, como o Boavista, o Estrelas da Avenida e o Castêlo da Maia.
A competição foi designada de Divisão de Honra em 1983–84 e 1986–88. Entre 1997 e 2011 foi criada uma Liga divida em duas divisões: A1 (principal) e A2 (segundo escalão).
Desde a época 2014-15 o vencedor da competição é designado Campeão de Elite enquanto os quatro derrotados da primeira ronda do play-off disputam o título de Campeão da 1ª Divisão (título secundário).

## Vencedores
Ver palmarés oficial da modalidade:
| 1ª Divisão | 1ª Divisão | 1ª Divisão |
| Ano        | Campeão    |            |
| ---------- | ---------- | ---------- |
| 1959/60    | SC Espinho |            |
| 1960/61    | SC Espinho |            |
| 1961/62    | CDUP       |            |
| 1962/63    | SC Espinho |            |
| 1963/64    | SC Espinho |            |
| 1964/65    | Leixões SC |            |
| 1965/66    | Leixões SC |            |
| 1966/67    | SL Benfica |            |
| 1967/68    | SL Benfica |            |
| 1968/69    | SL Benfica |            |
| 1969/70    | SL Benfica |            |
| 1970/71    | SL Benfica |            |
| 1971/72    | SL Benfica |            |

| 1ª Divisão | 1ª Divisão | 1ª Divisão |
| Ano        | Campeão    |            |
| ---------- | ---------- | ---------- |
| 1972/73    | SL Benfica |            |
| 1973/74    | SL Benfica |            |
| 1974/75    | SL Benfica |            |
| 1975/76    | Leixões SC |            |
| 1976/77    | Leixões SC |            |
| 1977/78    | Leixões SC |            |
| 1978/79    | Leixões SC |            |
| 1979/80    | Leixões SC |            |
| 1980/81    | Leixões SC |            |
| 1981/82    | Leixões SC |            |
| 1982/83    | Leixões SC |            |
| 1983/84    | Leixões SC |            |
| 1984/85    | Leixões SC |            |

| 1ª Divisão | 1ª Divisão          | 1ª Divisão |
| Ano        | Campeão             |            |
| ---------- | ------------------- | ---------- |
| 1985/86    | Leixões SC          |            |
| 1986/87    | Boavista FC         |            |
| 1987/88    | Boavista FC         |            |
| 1988/89    | Leixões SC          |            |
| 1989/90    | Boavista FC         |            |
| 1990/91    | CR Estrelas Avenida |            |
| 1991/92    | Leixões SC          |            |
| 1992/93    | Boavista FC         |            |
| 1993/94    | Castêlo da Maia     |            |
| 1994/95    | Boavista FC         |            |
| 1995/96    | Castêlo da Maia     |            |
| 1996/97    | Castêlo da Maia     |            |

## Títulos por Clube
| Clube                 | Vitórias |
| --------------------- | -------- |
| Leixões SC            | 18       |
| Castêlo da Maia       | 9        |
| SL Benfica            | 9        |
| Boavista FC           | 5        |
| CA Trofa              | 5        |
| SC Espinho            | 4        |
| AJM/FC Porto          | 3        |
| CD Ribeirense         | 3        |
| CS Madeira            | 2        |
| CDUP                  | 1        |
| CR Estrelas Avenida   | 1        |
| Colégio Nª Sª Rosário | 1        |
| FC Porto              | 1        |
| Porto Vólei 2014      | 1        |
| Atlético VC Famalicão | 1        |

## Ligações Externas
- http://www.fpvoleibol.pt/